# Delegaciones de Programas para el Desarrollo
Las Delegaciones de Programas para el Desarrollo son un ente del gobierno federal de México encargado de la administración e implementación de los programas del gobierno nacional en las entidades federativas del país. Cada entidad federativa del país tiene asignada una delegación, la cual está adscrita a la Secretaría de Bienestar. Las 32 delegaciones son coordinadas por el Coordinador General de Programas para el Desarrollo, el cual está bajo el mando directo del presidente de la república. La designación de los delegados estatales corresponde al secretario de Bienestar, a propuesta del coordinador general.

## Historia
La creación de las Delegaciones de Programas para el Desarrollo fue propuesta por Andrés Manuel López Obrador en julio de 2018 después de haber ganado la presidencia de México en las elecciones federales de 2018. El objetivo del proyecto era concentrar todas las delegaciones regionales de las dependencias federales en un único mando por estado. La creación de esta nueva figura administrativa fue criticada por gobernadores de varios estados. Consideraban que tener un único delegado estatal que concentrara todas las atribuciones del ejecutivo federal debilitaría el poder de los gobernadores. Igualmente se cuestionó que en la lista de coordinadores estatales se incluyera a excandidatos a gobernadores. Esto generó la preocupación de que los cargos nombrados actuaran como operadores políticos en favor de sus propias campañas políticas en lugar de cumplir sus responsabilidades asignadas.
El 27 de noviembre de 2018, cuatro días antes de que iniciara la presidencia de Andrés Manuel López Obrador, el Congreso de la Unión aprobó la creación de las Delegaciones de Programas para el Desarrollo mediante la modificación de la Ley Orgánica de la Administración Pública Federal. El 18 de julio de 2019 fue establecida la normativa para el funcionamiento de las Delegaciones de Programas para el Desarrollo.
La creación de las Delegaciones de Programas para el Desarrollo fue impugnada ante la Suprema Corte de Justicia de la Nación por varios diputados, senadores y por el partido Movimiento Ciudadano por considerar que atentaban contra el sistema federal. El 23 de mayo de 2022 la Suprema Corte decidió avalar la existencia de las Delegaciones de Programas para el Desarrollo.
De 2018 a 2023, más de 60 personas han sido delegados de programas para el desarrollo, casi dos por cada entidad. La razón más habitual por la que dejan el cargo es para buscar una candidatura a un cargo público.

## Coordinadores

### Coordinadores Generales
| Coordinador General      | Periodo                                    | Presidente                  |
| ------------------------ | ------------------------------------------ | --------------------------- |
| Gabriel García Hernández | 1 de diciembre de 2018-24 de junio de 2021 | Andrés Manuel López Obrador |
| Carlos Torres Rosas      | Desde el 25 de junio de 2021               | Andrés Manuel López Obrador |

### Delegados estatales
| Estado              | Delegado                           | Periodo                                                 |
| ------------------- | ---------------------------------- | ------------------------------------------------------- |
| Aguascalientes      | Aldo Ruiz Sánchez                  | 1 de diciembre de 2018-1 de septiembre de 2021          |
| Aguascalientes      | Nora Ruvalcaba Gámez               | 2 de septiembre de 2021-1 de enero de 2022              |
| Aguascalientes      | Silvia Licón Dávila                | Desde el 2 de enero de 2022                             |
| Baja California     | Jaime Bonilla Valdez               | 1 de diciembre de 2018-19 de marzo de 2019              |
| Baja California     | Jesús Alejandro Ruiz Uribe         | Desde el 3 de abril de 2019                             |
| Baja California Sur | Víctor Manuel Castro Cosío         | 1 de diciembre de 2018-31 de octubre de 2020            |
| Baja California Sur | Dhipna Yanssén Weichselbaum        | Desde el 31 de octubre de 2020                          |
| Campeche            | Katia Meave Ferniza                | 1 de diciembre de 2018-20 de enero de 2022              |
| Campeche            | Carlos Martínez Aké                | Desde el 20 de enero de 2022                            |
| Chiapas             | José Antonio Aguilar Castillejos   | 1 de diciembre de 2018-27 de septiembre de 2023         |
| Chiapas             | Ernesto Chávez Contreras           | Desde el 4 de octubre de 2023                           |
| Chihuahua           | Juan Carlos Loera de la Rosa       | 1 de diciembre de 2018-30 de octubre de 2020            |
| Chihuahua           | Bertha Alcalde Luján               | 18 de noviembre de 2020-16 de septiembre de 2021        |
| Chihuahua           | Juan Carlos Loera de la Rosa       | 16 de septiembre de 2021-24 de noviembre de 2023        |
| Chihuahua           | Rafael Mata Márquez                | Desde el 24 de noviembre de 2023                        |
| Ciudad de México    | Cristina Cruz Cruz                 | Desde el 1 de diciembre de 2018                         |
| Coahuila            | Reyes Flores Hurtado               | 1 de diciembre de 2018 - 31 de enero de 2023            |
| Coahuila            | Claudia Garza del Toro             | 1 de febrero de 2023-10 de noviembre de 2023            |
| Coahuila            | Marcos Gibrán Corona Pérez         | Desde el 13 de diciembre de 2023                        |
| Colima              | Indira Vizcaíno Silva              | 1 de diciembre de 2018-30 de octubre de 2020            |
| Colima              | Guadalupe Solís Ramírez            | 31 de octubre de 2020-30 de septiembre de 2021          |
| Colima              | Julio León Trujillo                | Desde el 30 de septiembre de 2021                       |
| Durango             | Enrique Novelo Solís               | 1 de diciembre de 2018-27 de agosto de 2019             |
| Durango             | Edgar Morales Gárfias              | 30 de agosto de 2019-8 de enero de 2022                 |
| Durango             | Maribel Aguilera Cháirez           | Desde el 8 de enero de 2022                             |
| Guanajuato          | Mauricio Hernández Núñez           | Desde el 1 de diciembre de 2018                         |
| Guerrero            | Pablo Amílcar Sandoval Ballesteros | 1 de diciembre de 2018-1 de octubre de 2020             |
| Guerrero            | Iván Hernández Díaz                | Desde el 29 de octubre de 2020                          |
| Hidalgo             | Abraham Mendoza Zenteno            | Desde el 1 de diciembre de 2018                         |
| Jalisco             | Carlos Lomelí Bolaños              | 1 de diciembre de 2018-12 de julio de 2019              |
| Jalisco             | Armando Zazueta Hernández          | 1 de septiembre de 2019-18 de enero de 2022             |
| Jalisco             | Katia Meave Ferniza                | Desde el 18 de enero de 2022                            |
| México              | Delfina Gómez Álvarez              | 1 de diciembre de 2018-18 de enero de 2021              |
| México              | Juan Carlos González Romero        | Desde el 18 de enero de 2021                            |
| Michoacán           | Roberto Pantoja Arzola             | Desde el 1 de diciembre de 2018                         |
| Morelos             | Hugo Eric Flores Cervantes         | Desde el 1 de diciembre de 2018                         |
| Nayarit             | Manuel Isaac Peraza Segovia        | 1 de diciembre de 2018-28 de octubre de 2020            |
| Nayarit             | Guillermo Polanco García           | Desde el 7 de diciembre de 2020-1 de septiembre de 2021 |
| Nayarit             | Miguel Pavel Jarero Velázquez      | Desde el 1 de septiembre de 2021                        |
| Nuevo León          | Judith Díaz Delgado                | 1 de diciembre de 2018-30 de noviembre de 2023          |
| Nuevo León          | Alma Leticia Vázquez Campos        | Desde el 30 de noviembre de 2023                        |
| Oaxaca              | Nancy Ortiz Cabrera                | Desde el 1 de diciembre de 2018                         |
| Puebla              | Rodrigo Abdalá Dartigues           | 1 de diciembre de 2018-24 de agosto de 2021             |
| Puebla              | Vida Inés Vargas Cuanalo           | 24 de agosto de 2021-1 de septiembre de 2022            |
| Puebla              | Rodrigo Abdalá Dartigues           | Desde el 1 de septiembre de 2022                        |
| Querétaro           | Gilberto Herrera Ruiz              | 1 de diciembre de 2018-30 de octubre de 2020            |
| Querétaro           | Rebeca del Rocío Peniche Vera      | Desde el 7 de noviembre de 2020                         |
| Quintana Roo        | Arturo Abreu Marín                 | Desde el 1 de diciembre de 2018                         |
| San Luis Potosí     | Gabino Morales Mendoza             | 1 de diciembre de 2018-15 de noviembre de 2023          |
| San Luis Potosí     | Guillermo Morales López            | Desde el 15 de noviembre de 2023                        |
| Sinaloa             | Jaime Montes Salas                 | 1 de diciembre de 2018-24 de agosto de 2021             |
| Sinaloa             | Juan de Dios Gámez Mendívil        | 1 de septiembre de 2021-10 de junio de 2022             |
| Sinaloa             | Omar López Campos                  | Desde el 14 de junio de 2022                            |
| Sonora              | Jorge Luis Taddei Bringas          | Desde el 1 de diciembre de 2018                         |
| Tabasco             | Carlos Manuel Merino Campos        | 1 de diciembre de 2018-26 de agosto de 2021             |
| Tabasco             | Daniel Arturo Cassasús Ruz         | Desde el 1 de septiembre de 2021                        |
| Tamaulipas          | José Ramón Gómez Leal              | 1 de diciembre de 2018-28 de septiembre de 2021         |
| Tamaulipas          | Rodolfo González Valderrama        | 1 de octubre de 2021-1 de marzo de 2022                 |
| Tamaulipas          | Luis Lauro Reyes                   | Desde el 1 de marzo de 2022                             |
| Tlaxcala            | Lorena Cuéllar Cisneros            | 1 de diciembre de 2018-28 de octubre de 2020            |
| Tlaxcala            | Carlos Luna Vázquez                | Desde el 1 de noviembre de 2020                         |
| Veracruz            | Manuel Huerta Ladrón de Guevara    | Desde el 1 de diciembre de 2018                         |
| Yucatán             | Joaquín Díaz Mena                  | Desde el 1 de diciembre de 2018                         |
| Zacatecas           | Verónica Díaz Robles               | Desde el 1 de diciembre de 2018                         |